# جحيم في زنزانة (مصارعة)

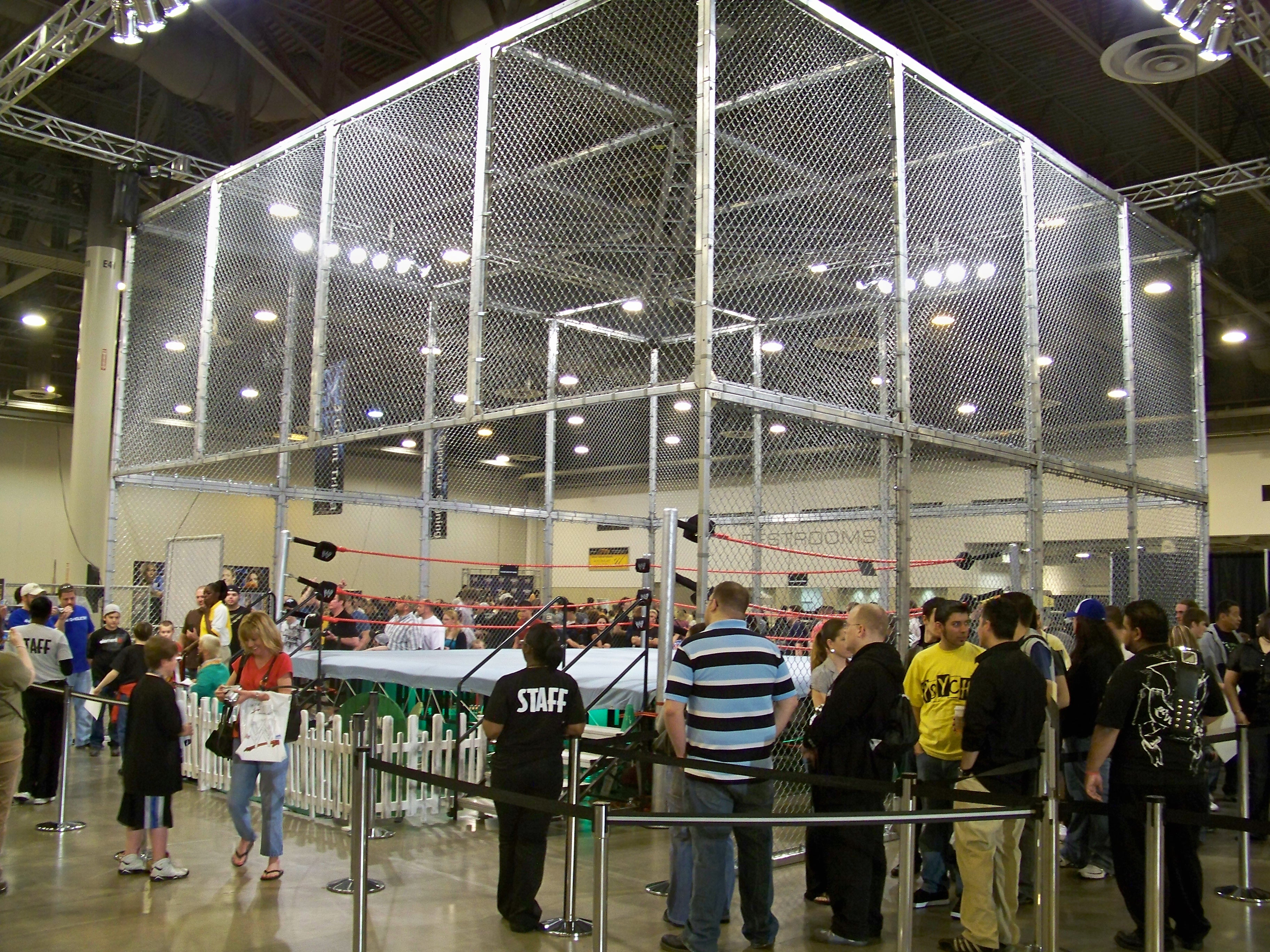
نسخة مطابقة للزنزانة

الجحيم في زنزانة (بالإنجليزية: Hell In a cell)‏ مباراة تحدث في اتحاد المصارعة العالمية الترفيهية (WWE)، حيث تكون الحلبة وجوانبها محاطة بقفص حديدي (أو زنزانة) ارتفاعه 20 قدم ووزنه يفوق 5 أطنان.
توصف هذه المباراة كإيقاف للمسيرات، وتعرف أنها تنهي العداوات بسبب طبيعتها الخطرة. وكذلك تعرف بالإصابات التي تحدث فيها (أشهر إصابة التي أصابت مك فولي في مباراته ضد الأندرتيكر). حدث 19 مباراة جحيم في زنزانة في WWE منذ بدايتها في أكتوبر 1997.

## خلفية المباراة
تم تقديم أول مباراة من هذا النوع في WWF Bad Blood بتاريخ 5 أكتوبر 1997 في سانت لويس، ميزوري، وكانت تشمل الأندرتيكر وشون مايكلز وكانت بسبب أن مايكلز كلف الأندرتيكر بطولة WWF عندما حكّم مباراته ضد بريت هارت وضربته بالكرسي الفولاذي. حددت المباراة بينهما أن تكون مباراة قفص حديدي عادية، ولكن WWF أخذت خطوة إلى الأمام فبدل أن يكون القفص يحتوي الحلبة فقط وبدون سقف، تم تركيب قفص يشمل جوانب الحلبة ومغطًا بقفص، والمساحة التي تكون بين طرف الحلبة والقفص تسمح للقتال خارج الحلبة، وكذلك تسمح بإخراج الأسلحة من تحت الحلبة. واختلافًا عن مباراة القفص الحديدي (تسلق القفص والخروج أحد طرق الفوز)، تكون الطريقة الوحيدة للفوز التثبيت أو الإخضاع، ولم تنتهي مباراة من هذا النوع بإخضاع حتى الآن، وكما هو الأمر في مباراة القفص الحديدي لا تحكم المباراة بالعد خارجًا أو الإستعباد (No disqualifications) و(No count-outs).
بشكل عام تحدث المباراة داخل الزنزانة ويكون الباب مقفل بسلاسل حديدية لمنع التدخل الخارجي في المباراة، ولكن حصلت بعض المباريات حين خرج المشاركين للقتال خارج القفص (حتى فوق القفص)، وفي بعض الأحيان يحصل التدخل الخارجي :
- في أول مباراة جحيم في زنزانة كان الباب مفتوحًا للسماح بإخراج المصور المصاب، وقاد هذا أن يقاتل مايكلز والأندرتيكر خارج الحلبة، وفي نهاية المطاف تسلق الجدران والقتال فوق السقف، تعلق شون مايكلز بطرف الحلبة فداس الأندرتيكر على يده مما سبب سقوطه على الطاولة التي كانت في الأسفل.
- كذلك في المباراة الأولى لم يتمكن من منع التدخل الخارجي عندما قام كين بأول ظهور له واقتلع باب القفص وضرب الأندرتيكر بـ Tombstone Piledriver، مما سمح لشون مايكلز بالزحف والتثبيت.
- في مباراة مان كايند (مك فولي) ضد الأندرتيكر، تسلق الاثنان إلى قمة القفص وبدأت المباراة هناك، وسبب هذا بسقوط مان كايند 16 قدمًا إلى طاولة التعليق، ثم نفذ الأندرتيكر حركة Chock slam فدخل مان كايند خلال القفص حتى الحلبة (لم تكن مقصودة من الاثنين).
- في مباراة تربل اتش ضد كاكتس جاك (مك فولي)، تم قفل القفص بعدة أقفال بواسطة ستفاني مكمان، لاحقًا في المباراة رمى كاكتس جاك الدرج الحديدي على تربل اتش، لكنه أخطأ فانفتح جدار الزنزانة صعد تريبل اتش فوق القفص اراد كاكتس جاك الصعود لكن تريبل اتش داس على يده فسقط على طاولة التعليق ثم تسلق القفص وقام باشعال عصا خشبية واراد رمي تريبل اتش عليها لكن تريبل اتش رماه فدخل كاكتس جاك القفص وانكسر جزء من الحلبة
- في المباراة السداسية في آرماغدون، استخدم فنس مكمان شاحنة لسحب الباب وقلعه لإنهاء المباراة، ولكن قاد هذا إلى متابعة الضرب من قبل الستة خارج القفص، وتم رمي ركيشي من فوق القفص على الشاحنة من قبل الأندرتيكر.
- في مباراة تربل اتش ضد كريس جركو تم فتح الباب بمقفص حديد لإخراج الحكم المصاب، وكانت أول مباراة يتم التثبيت فيها فوق الحلبة.

مباراة الجحيم في الزنزانة نادرة في WWE بسبب تصمميمها لإنهاء العداوات الشديدة، وعادةً يصاب المنافسين بشدة حيث تنتهي عداوتهم/عداوتهما.